# 의료 언론
의료 언론은 의료 뉴스 및 기능에 대한 뉴스 보도(동료 검토 출판과 반대)이다. 의료 언론은 다양하고 청중을 반영한다. 주요 부문은 (1) 일반 뉴스 간행물 및 전문 의학 간행물의 의료 보도를 포함하는 일반 대중을 위한 의료 언론과 (2) 동료 심사 저널에 자주 등장하는 의사 및 기타 전문가를 위한 의료 언로으로 구분된다. 의학 언론의 정확성은 매우 다양하다. 대중 매체 출판물에 대한 리뷰는 우수 사례가 있기는 하지만 대부분의 기사를 불만족스럽게 평가했다. 다른 리뷰에서는 대중 매체 출판물의 대부분의 오류가 원래 저널 기사 또는 보도 자료에서 반복되는 오류의 결과라는 것을 발견했다. Columbia Journalism Review 및 Hippocrates Med Review 와 같은 일부 웹 사이트에서는 의학 언론을 게시 및 검토한다.
뉴스 보도의 대부분의 부정확성과 추측은 기자의 지식 부족, 적절한 보고서를 준비할 시간 부족, 출판물의 공간 부족 등 과학계와 일반 대중 사이의 여러 장벽에 기인할 수 있다. 대부분의 뉴스 기사는 증거의 질, 비용, 위험 대 이익과 같은 중요한 문제에 대해 논의하지 않다. 그러나 의료 저널리즘은 단순히 상품화되고 뉴스와 매스미디어에 의해 다루어지는 것이 아니다. 증거를 기반으로 하는 의학 언론의 또 다른 광범위하고 학술적인 분야가 있다. 증거에 기반한 연구는 타블로이드에 의해 전파되는 의학 뉴스보다 훨씬 정확하므로 훨씬 더 신뢰할 수 있는 출처이다. 이와 관련하여 의료 언론은 전문 분야이며 종종 무시된다. 또한 의료 연구자가 보다 신뢰할 수 있는 연구를 수행할 수 있도록 지원하는 의료 언론 기관도 있다. 2009년 연구에 따르면 호주에서 의료 보고의 일부 영역에서 약간의 개선이 있었지만, 특히 상업적 인간 관심 TV 프로그램에서 전반적인 품질은 여전히 좋지 않았다.
보다 최근에는 보통 사람이 읽기 쉽고 명확하고 간결한 의학 문헌을 제작하기 위한 방법으로 의학 저술가를 사용하는 방법이 대중화되었다.
ICMJE (International Committee of Medical Journal Editors)는 이러한 종류의 문제를 구체적으로 다루는 위원회이다. 이 조직은 URM(Uniform Requirements for Manuscripts)이라는 표준을 설정하여 의료 보고를 가능한 한 사실로 유지하기 위해 최선을 다하고 있다. 이러한 요구 사항은 참고 문헌 및 저작권과 같은 기술적 사항뿐만 아니라 발생할 수 있는 윤리적 문제에 대해서도 지정한다. 예를 들어, 제출자는 제출된 작업과 약간이라도 관련이 있을 수 있는 모든 개인적 또는 직업적 관계를 공개해야 한다.
이를 위해 연구자들이 중요한 연구를 발표하기 전에 데이터나 방법론에 대한 오해를 방지하기 위해 기자간담회나 인터뷰를 하는 경우는 드물지 않다.

## 같이 보기
- 건강의 사회적 결정요인